# Bonux-Boy
Bonux-Boy est un périodique de bande dessinée publicitaire français publié de 1960 à 1961 par Bonux pour un total de dix-huit numéros.

## Séries publiées
- Bigoudi par Célestin
- Bonux-Boy de Jijé et Benoît Gillain
- Les frères Fratelli de Jean Roba
- Jo le petit cow-boy de Jijé
- Kéké de Bara
- Monsieur Farfelu de Will
- Pierrot et la Lampe de Peyo
- Sylvain Tripoté de Jidéhem